# Paraglenurus borneensis
Paraglenurus borneensis is een insect uit de familie van de mierenleeuwen (Myrmeleontidae), die tot de orde netvleugeligen (Neuroptera) behoort. 
Paraglenurus borneensis is voor het eerst wetenschappelijk beschreven door van der Weele in 1909.